# William V. Brady

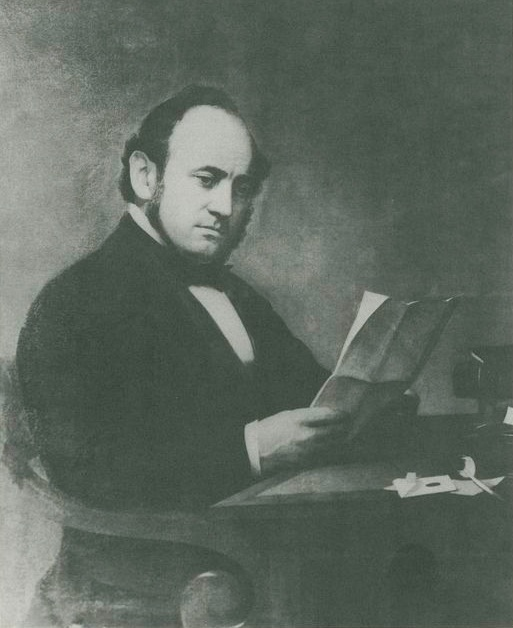
William V. Brady

William Vermilye Brady (* 24. Juli 1811 in New York City; † 31. März 1870 ebenda) war ein US-amerikanischer Politiker. In den Jahren 1847 und 1848 war er Bürgermeister der Stadt New York.

## Werdegang
Über die Jugend und Schulausbildung von William Brady ist nichts überliefert. Später arbeitete er als Silberschmied und Juwelier. Politisch schloss er sich der Whig Party an. Zwischen 1842 und 1847 war er zunächst Ersatzmitglied und dann reguläres Mitglied im Stadtrat von New York. Im Jahr 1847 wurde er zum Bürgermeister seiner Heimatstadt gewählt. Dieses Amt bekleidete er zwischen 1847 und 1848. Das Stadtgebiet von New York erstreckte sich bis 1898 im Wesentlichen auf den heutigen Stadtteil Manhattan.
Bei den Präsidentschaftswahlen des Jahres 1848 unterstützte Brady den erfolgreichen Wahlkampf von Zachary Taylor. Nach dessen Wahlsieg ernannte ihn der neue Präsident zum Posthalter der Stadt New York. Diese Position hatte er zwischen 1849 und 1853 inne. Mit dem Amtsantritt des demokratischen Präsidenten Franklin Pierce verlor er dieses Amt wieder. Anschließend arbeitete er in der Versicherungsbranche. Noch im Jahr 1853 gründete er die Continental Insurance Company, deren Präsident er bis 1857 war. Überdies war er Präsident der Widows and Orphans Benefit Life Insurance Company, die er mitgegründet hatte, und Vorstandsmitglied bei der Mutual Life Insurance Company. William Brady starb am 31. März 1870 in seiner Heimatstadt New York.